# Ernesto Sanz
Ernesto Ricardo Sanz és un polític argentí, membre de la Unió Cívica Radical, nascut el 9 de desembre de 1956. Està casat amb Cristina Bessone i té dos fills. Actualment és Senador Nacional per la Unió Cívica Radical, representa a la Província de Mendoza.

## Biografia
Ernesto Sanz va nàixer el 9 de desembre de 1956 en San Rafael, Mendoza. Va cursar els seus estudis en la Universitat Nacional de Santa Fé, on es va rebre d'Advocat. Va exercir la professió d'advocat des de 1981. Entre altres activitats, va ser docent adjunt de la càtedra de Dret Públic en la Facultat de Dret de la Universitat Nacional de
 entre els anys 1984-86.
En la funció pública es va ocupar com Assessor Ad honorem del Governador de la Província de Mendoza Felipe Llaver entre els anys 1983 i 1987; Senador Provincial entre 1993 i 1999, sent el president de bloc des de l'any 1995 fins al final del seu mandat; Intendent del Departament de San Rafael(Mendoza) entre 1999 i 2003; Senador Nacional per la Província de Mendoza des del 10 de desembre de 2003, vencent el seu mandat en l'any 2009. Actualment és també membre del Consell de la Magistratura (en el Senat de la Nació).
Com a senador nacional integra les comissions de Pressupost i Hisenda, Parlamentària Mixta Revisora de Comptes de l'Administració (ambdues com a Vicepresident) i d'Assumptes Constitucionals, Economia Nacional i Inversió, Parlamentària conjunt argentí-xilena, de Coparticipació Federal d'impostos, d'Agricultura, Ramaderia i Pesca, de Justícia i Assumptes Penals, Comissió Bicameral Permanent de Tràmit Legislatiu Llei 26.122 i Comissió de Pressupost I Hisenda (com vocal).
Ernesto Sanz era precandidat a la governació de Mendoza en 2003, quan el llavors governador (Enginyer Roberto Iglesias) va optar per Julio Cobos per a ocupar la candidatura de la UCR a la governació. Sanz va quedar llavors com candidat a Senador Nacional, i va iniciar el seu mandat al desembre de 2003.